# 2005 RH52
2005 RH52, também escrito como 2005 RH52, é um corpo menor que está localizado no disco disperso, uma região do Sistema Solar. Ele possui uma magnitude absoluta de 7,8 e tem um diâmetro estimado de cerca de 121 km.

## Descoberta
2005 RH52 foi descoberto no dia 3 de setembro de 2005 pelo Canada-France Ecliptic Plane Survey.

## Órbita
A órbita de 2005 RH52 tem uma excentricidade de 0,742 e possui um semieixo maior de 151 UA. O seu periélio leva o mesmo a uma distância de 38,988 UA em relação ao Sol e seu afélio a 263 UA.